# Chromebit
Chromebit (Хромбит) — бренд компьютеров-стиков под управлением Chrome OS. Планировалось, что устройства будут выпускаться различными производителями. Был выпущен только один компьютер такого типа — Asus Chromebit CS10. Он может быть подключен к любому дисплею через HDMI, чтобы действовать как персональный компьютер. Клавиатуры и мыши могут быть подключены через Bluetooth или Wi-Fi. Устройство было анонсировано в апреле 2015 года и начало поставляться в ноябре того же года, а в ноябре 2020 было признано устаревшим.

## Функциональность
Chromebit, как и другие компьютеры-стики, является миниатюрным системным блоком, который подключается к HDMI-порту монитора. Такой компьютер аналогичен любому другому устройству на Chrome OS, в первую очередь Chromebase — он ориентирован на постоянное подключение к интернету и работу с веб-сервисами, а не на локальную установку приложений (хотя таковое в принципе возможно).
Chromebit имеет поверхностное сходство с Chromecast, другим устройством Google. Но в то время как Chromecast предназначен для отображения видео и изображений на телевизоре или другом широкоэкранном дисплее, Chromebit является автономным персональным компьютером. Устройство конкурирует с Intel Compute Stick, который предлагает аналогичную функциональность, но использует процессор типа Intel Atom и операционную систему Windows. Другими конкурентами являются устройства аналогичного типа на Android, например, Tronsmart CX-919.

## Перспективы
Планировалось, что Chromebit станет серией устройств, выпускать которые могут многие производители. Однако после выпуска Asus Chromebit CS10 ни один производитель не проявил интереса к этому классу устройств. По состоянию на 2022 год нет информации о планах выпуска новых хромбитов, хотя официально об отказе от этого бренда не сообщалось.